# Mörttjärnen (Lillhärdals socken, Härjedalen)
Mörttjärnen är en sjö i Härjedalens kommun i Härjedalen och ingår i Ljusnans huvudavrinningsområde. Sjön har en area på 0,0898 kvadratkilometer och ligger 452,1 meter över havet. Sjön avvattnas av vattendraget Gryssjöån.

## Delavrinningsområde
Mörttjärnen ingår i det delavrinningsområde (685473-142948) som SMHI kallar för Utloppet av Övre Gryssjön. Medelhöjden är 493 meter över havet och ytan är 23,5 kvadratkilometer. Det finns inga avrinningsområden uppströms utan avrinningsområdet är högsta punkten. Gryssjöån som avvattnar avrinningsområdet har biflödesordning 3, vilket innebär att vattnet flödar genom totalt 3 vattendrag innan det når havet efter 227 kilometer. Avrinningsområdet består mestadels av skog (74 procent) och sankmarker (12 procent). Avrinningsområdet har 0,91 kvadratkilometer vattenytor vilket ger det en sjöprocent på 3,9 procent.